# Lengyelország autópályái
Ez a szócikk Lengyelország autópályáit és főbb autóútjait sorolja fel.
Az autópályák a nemzeti közúthálózat részét képezik, melyek autópályákra és gyorsforgalmi utakra vannak osztva. Mindkét típusú autópálya általában megfelel az autópálya azon meghatározásának, amelyet az OECD, és a Bécsi Egyezmény jellemez. A sebességkorlátozások Lengyelországban 140 km/h az autópályákon és 120 km/h a gyorsforgalmi utakon.

## Gyorsforgalmi utak

Lengyelország gyorsforgalmi útjai
Jelmagyarázat:

### Autópályák
| Neve | Érintett települések, nagyobb kereszteződések, megjegyzés                                                                               | Teljes hossz | Használatban | Használatban | Épül  | Térkép |
| Neve | Érintett települések, nagyobb kereszteződések, megjegyzés                                                                               | Teljes hossz | km           | %            | Épül  | Térkép |
| ---- | --- | ------------ | ------------ | ------------ | ----- | ------ |
| A1   | Gdańsk (S6) - Grudziądz - Toruń - Łódź - Częstochowa - Katowice - Wodzisław Śląski / Csehország (a TEN-T hálózat része)                 | 568 km       | 568 km       | 100 %        | -     |        |
| A2   | Németország / Świecko – Poznań – Konin – Łódź – Varsó – Siedlce – Kukuryki / Fehéroroszország (a TEN-T hálózat része)                   | 622,6 km     | 526,2 km     | 84,5 %       | 64 km |        |
| A4   | Németország / Zgorzelec - Legnica - Wrocław - Opole - Katowice - Krakkó - Tarnów - Rzeszów - Korczowa / Ukrajna (a TEN-T hálózat része) | 672,8 km     | 672,8 km     | 100 %        | −     |        |
| A6   | Németország / Kołbaskowo (S6) - Szczecin (S3)                                                                                           | 29 km        | 29 km        | 100 %        | −     |        |
| A8   | Wrocławi nyugati elkerülő út Wrocław-dél (A4) - Wrocław-Psie Pole (S8)                                                                  | 22,4 km      | 22,4 km      | 100 %        | −     |        |
| A18  | Németország / Olszyna - Krzyżowa térsége (A4) (a TEN-T hálózat része)                                                                   | 76,5 km      | 76,5 km      | 100 %        | -     |        |
| A50  | Varsói külső déli elkerülő út Új Varsói reptér (A2) - Mińsk Mazowiecki (A2)                                                             | 100 km       | 0 km         | 0 %          | 0 km  |        |

### Autóutak
| Neve | Érintett települések, nagyobb kereszteződések, megjegyzés                                              | Teljes hossz | Használatban                  | Használatban | Épül                         | Térkép |
| Neve | Érintett települések, nagyobb kereszteződések, megjegyzés                                              | Teljes hossz | km                            | %            | Épül                         | Térkép |
| ---- | --- | ------------ | ----------------------------- | ------------ | ---------------------------- | ------ |
| S1   | Pyrzowice (A1) - Katowice - Bielsko-Biała - Cieszyn / Szlovákia                                        | 142,5 km     | 59,9 km + 26,8 km (félautóút) | 42 %         | 27 km + 18,2 km              |        |
| S2   | Varsói belső déli elkerülő út Konotopa (A2) - Nowy Konik (A2)                                          | 34,1 km      | 15,5 km                       | 45,5 %       | 18,6 km                      |        |
| S3   | Świnoujście - Szczecin - Gorzów Wielkopolski - Zielona Góra - Legnica - Lubawka / Csehország           | 470,6 km     | 367,9 km                      | 78,2 %       | 102,7 km                     |        |
| S5   | Ostróda (S7) - Grudziądz - Bydgoszcz - Poznań - Leszno - Wrocław (A8) (a TEN-T hálózat része)          | 413,2 km     | 275 km                        | 66,6 %       | 88,2 km                      |        |
| S6   | Goleniów (S3) - Koszalin - Gdynia - Gdańsk (A1)                                                        | 425,4 km     | 174,8 km + 9,5 km (félautóút) | 41 %         | 49,8 km                      |        |
| S7   | Gdańsk (A1) - Elbląg - Varsó - Radom - Kielce - Krakkó - Rabka-Zdrój                                   | 705,6 km     | 456,7 km + 7,6 km (félautóút) | 64,7 %       | 183,2 km + 7,6 km            |        |
| S8   | Wrocław (A8) - Sieradz - Łódź - Piotrków Trybunalski - Varsó - Białystok (S19) (a TEN-T hálózat része) | 615,5 km     | 541 km                        | 87,9 %       | 0 km                         |        |
| S10  | Szczecin (A6) - Piła - Bydgoszcz - Toruń - Płońsk (S7)                                                 | 460 km       | 25,4 km + 14,2 km (félautóút) | 5,5 %        | 17,8 km + 6,4 km             |        |
| S11  | Szczecin (A6) - Piła - Poznań - Pyrzowice (S1)                                                         | 550 km       | 76,5 km + 6,1 km (félautóút)  | 13,9 %       | 79,3 km                      |        |
| S12  | Piotrków Trybunalski (A1) - Radom - Lublin - Chełm - Dorohusk / Ukrajna                                | 315 km       | 82,8 km                       | 26,3 %       | 0 km                         |        |
| S14  | Łódź nyugati elkerülő út Słowik (A2) - Róża (S8)                                                       | 41,7 km      | 13,2 km                       | 31,7 %       | 28,5 km                      |        |
| S16  | Olsztyn (S51) - Knyszyn (S19)                                                                          | 230 km       | 8,2 km + 18,4 km (félautóút)  | 3,6 %        | 13,1 km                      |        |
| S17  | Varsó (S8) - Lublin - Zamość - Hrebenne / Ukrajna                                                      | 310,9 km     | 155,4 km                      | 50 %         | 28,4 km + 9,6 km (félautóút) |        |
| S19  | Fehéroroszország / Kuźnica - Białystok - Lublin - Rzeszów - Krosno - Barwinek / Szlovákia              | 608,8 km     | 37,6 km + 27 km (félautóút)   | 6,2 %        | 139,5 km                     |        |
| S22  | Elbląg (S7) - Grzechotki / Oroszország                                                                 | 50,2 km      | 50,2 km (félautóút)           | 100 %        | −                            |        |
| S50  | Varsói külső északi elkerülő út Új Varsói reptér (A2) - Mińsk Mazowiecki (A2)                          | 140 km       | 0 km                          | 0 %          | 0 km                         |        |
| S51  | Olsztyn - Olsztynek (S7)                                                                               | 34 km        | 34 km                         | 100 %        | −                            |        |
| S52  | Csehország / Cieszyn - Bielsko-Biała - Głogoczów (7)                                                   | 142,9 km     | 60,1 km                       | 42 %         | 14,8 km                      |        |
| S61  | Ostrów Mazowiecka (S8) - Łomża - Suwałki - Budzisko / Litvánia (a TEN-T hálózat része)                 | 213,8 km     | 32,4 km                       | 15,2 %       | 181,4 km                     |        |
| S74  | Sulejów (S12) - Lublin - Nisko (S19)                                                                   | 206,8 km     | 6,8 km                        | 3,3 %        | 0 km                         |        |
| S79  | Varsó (Marynarska) - Varsó-Lotnisko (S2)                                                               | 7,5 km       | 7,5 km                        | 100 %        | −                            |        |
| S86  | Sosnowiec (Małobądzka) - Katowice (Boh. Monte Cassino)                                                 | 8,6 km       | 8,6 km                        | 100 %        | −                            |        |

## Díjfizetés
Lengyelországban (a legtöbb európai országgal szemben) nem matricás, hanem kapus rendszer van. A fizetős szakaszok listája 2020 január 1-től:
A felsorolt árak a személygépkocsikra (3,5 tonna alatt) vonatkoznak az adott szakaszra.
| Autópálya       | Fizetős szakasz                              | Ár       |
| --------------- | -------------------------------------------- | -------- |
| A1-es autópálya | Gdańsk - Toruń közötti 152 km                | 30 złoty |
| A2-es autópálya | Rzepin - Poznań közötti 133 km               | 38 złoty |
| A2-es autópálya | Poznań - Sługocin közötti 85,2 km            | 40 złoty |
| A2-es autópálya | Konin - Łódź közötti 103 km                  | 10 złoty |
| A4-es autópálya | Bielany Wrocławskie - Gliwice közötti 163 km | 16 złoty |

A többi autópálya szakasz, illetve gyorsforgalmi út díjmentesen használható.

## Képgaléria

A lengyel autópályák
Lengyel autópályák (piros), és a gyorsforgalmi utak(kék) teljes hosszában.
Lengyelország autópálya-hálózatának fejlődése 1932-től napjainkig
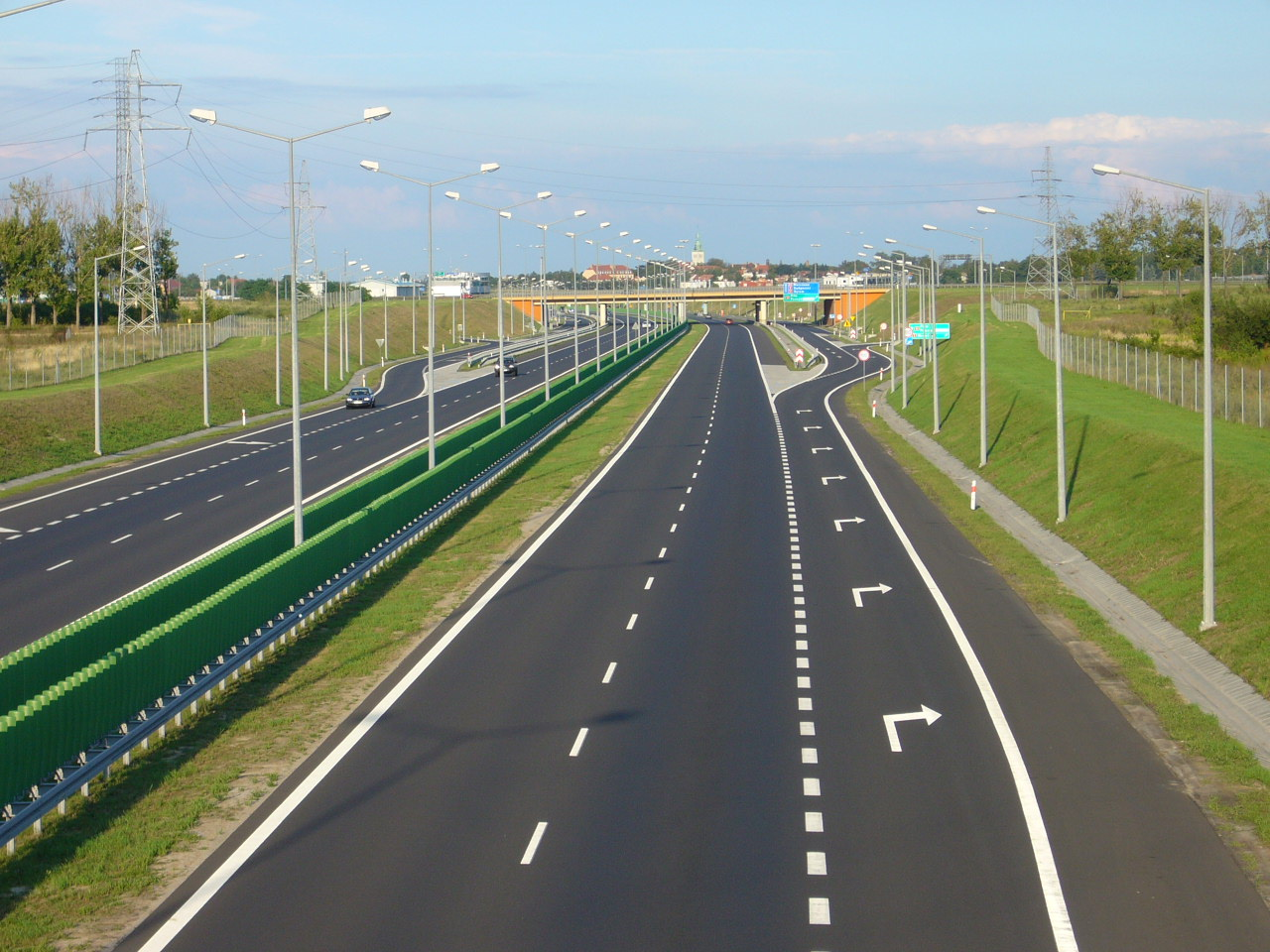
Az -es autópálya Poznań mellett
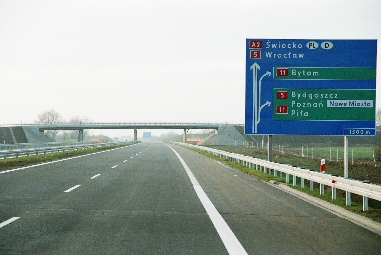
Az -es autópálya szakasza (Poznań)
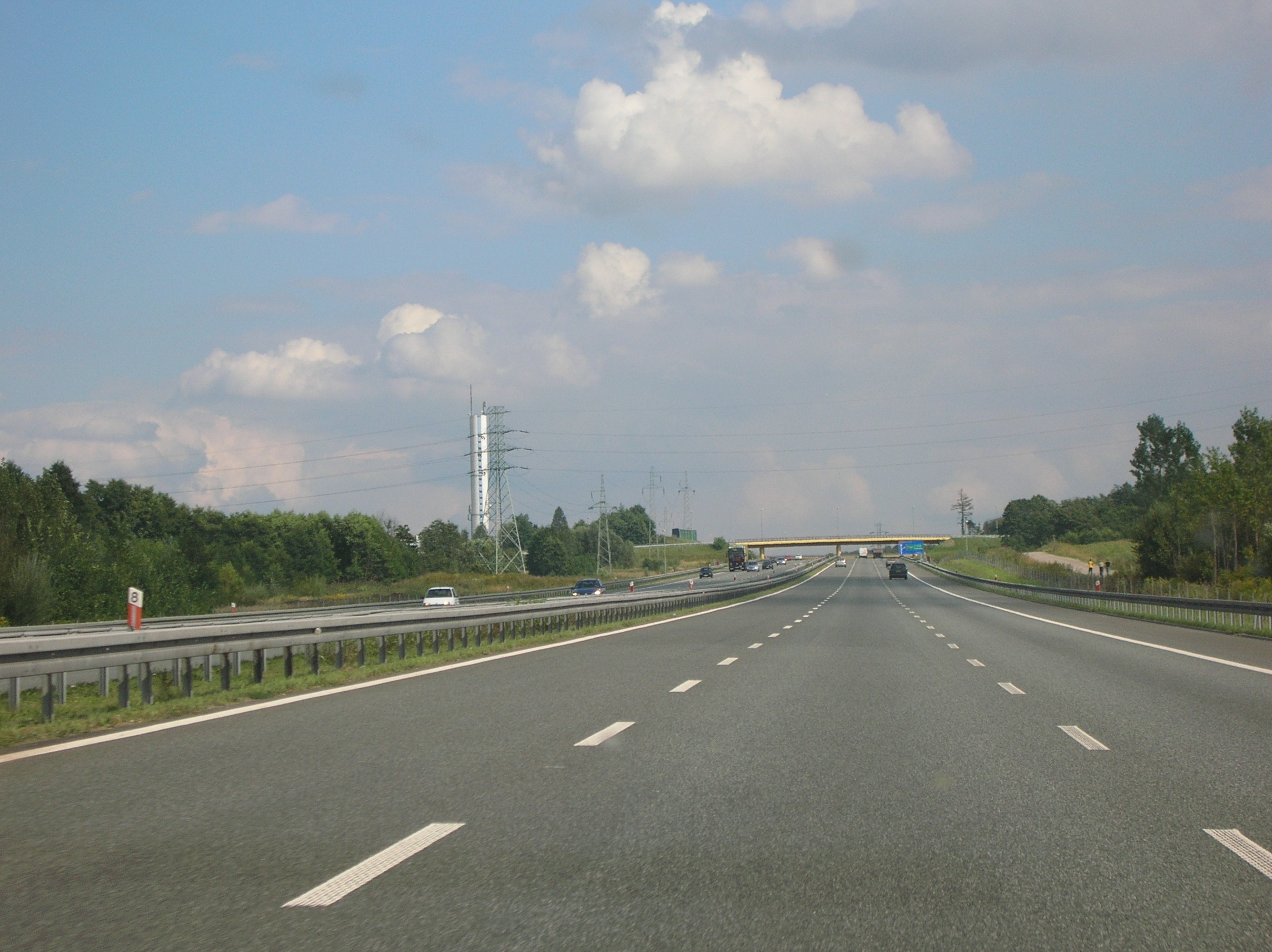
Az -es autópálya Krakkó közelében
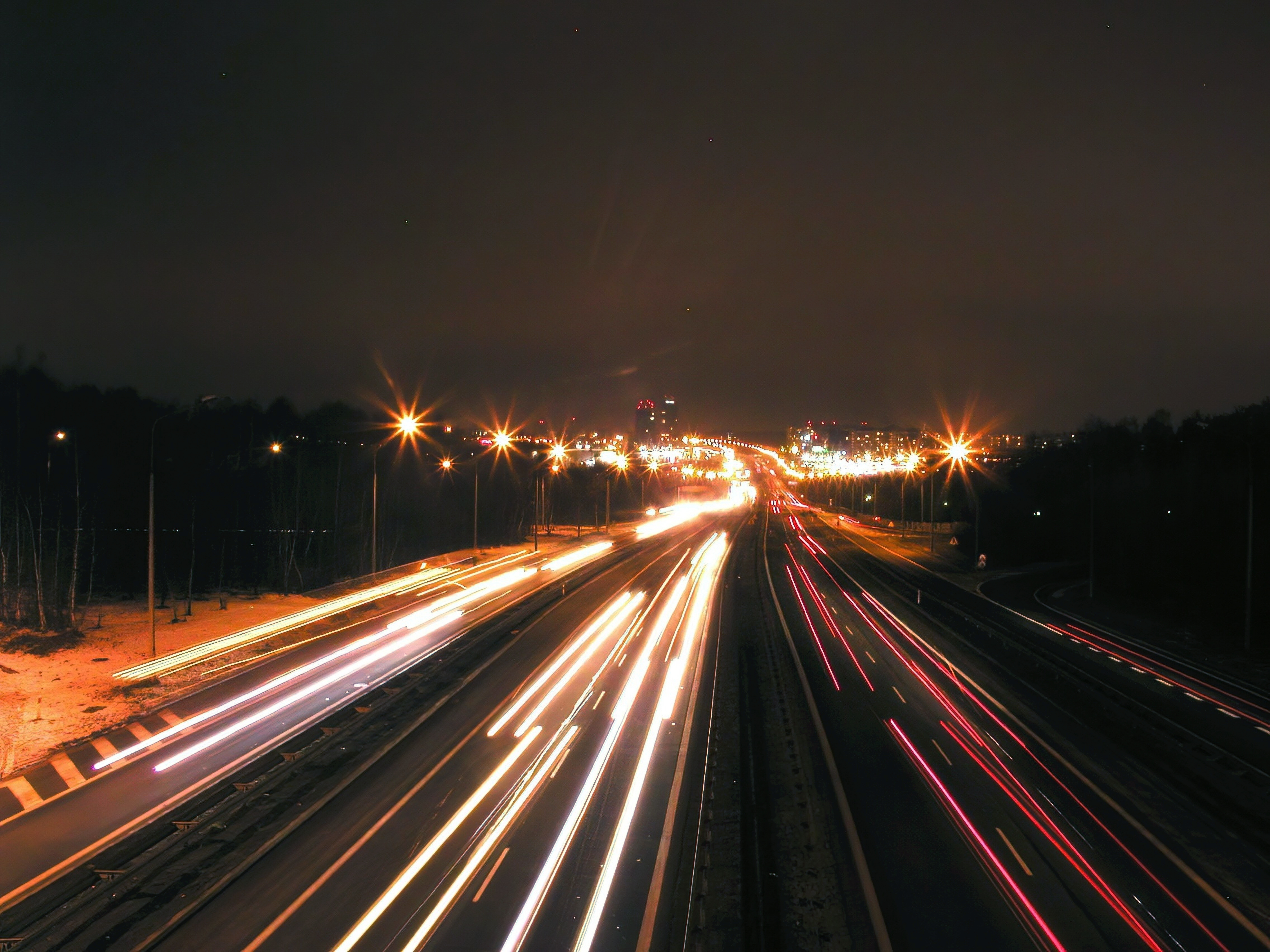
Az -es autópálya Katowicénél
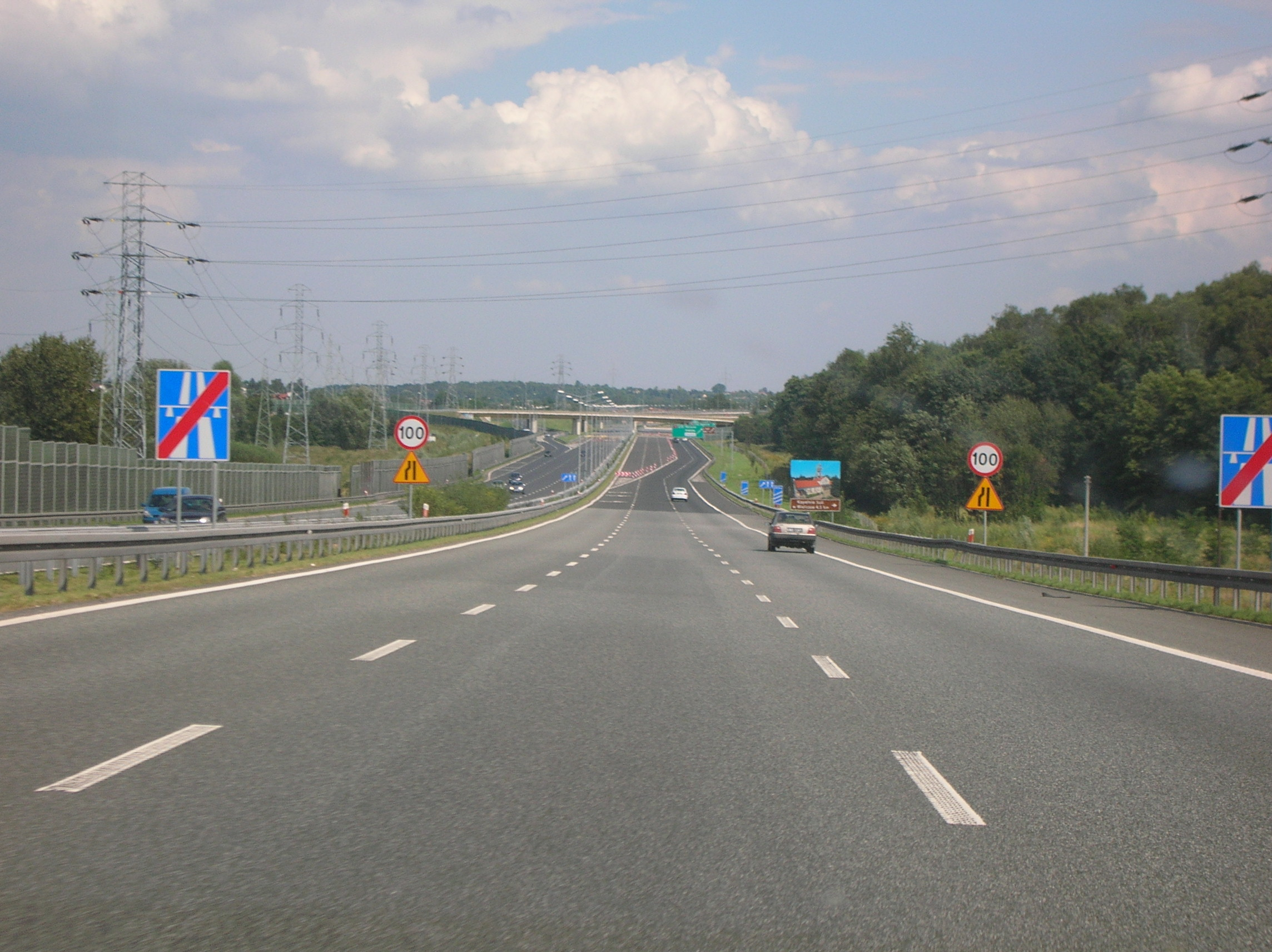
Az -es autópálya Tarnów felé
Sebességkorlátozások Lengyelországban
Lengyelország autópályáinak a jele
Fizetős útszakasz jelölése

## Fordítás
- Ez a szócikk részben vagy egészben  a   Highways in Poland című angol Wikipédia-szócikk fordításán alapul.  Az eredeti cikk szerkesztőit annak laptörténete sorolja fel. Ez a jelzés csupán a megfogalmazás eredetét és a szerzői jogokat jelzi, nem szolgál a cikkben szereplő információk forrásmegjelöléseként.